# Reguła van ’t Hoffa
Reguła van ’t Hoffa – empiryczna reguła, sformułowana przez Jacobusa H. van ’t Hoffa, stwierdzająca, że szybkość reakcji chemicznej wzrasta od 2 do 4 razy przy podwyższeniu temperatury o 10 °C. Np. znając stałą szybkości reakcji {\displaystyle k_{0}} w temp. 0 °C, można oszacować, że stała szybkości reakcji {\displaystyle k_{t}} w temperaturze {\displaystyle t} wyniesie:
{\displaystyle k_{t}=k_{0}\cdot 2^{\frac {t}{10}}.}
Reguła van ’t Hoffa jest spełniona dla reakcji homogenicznych w temperaturze do 500 °C.
Z regułą van ’t Hoffa wiąże się temperaturowy współczynnik szybkości reakcji, wyrażony zależnością:
{\displaystyle w_{t}={\frac {k_{t+10}}{k_{t}}},}
gdzie:
{\displaystyle k_{t}} – stała szybkości reakcji w temp. {\displaystyle t,}
{\displaystyle k_{t+10}} – stała szybkości reakcji w temp. {\displaystyle t+10.}
Jego wartość często jest jednak większa niż 2, zazwyczaj mieści się w zakresie ocenianym jako 2–3 lub 2–4, choć znane są procesy, w których dochodzi on do 6. Wartość współczynnika maleje wraz ze wzrostem temperatury.
Stosunek szybkości reakcji chemicznej w różnych temperaturach wyraża równanie:
{\displaystyle {\frac {v_{2}}{v_{1}}}=w_{t}^{\frac {\Delta t}{10}},}
gdzie:
{\displaystyle v_{1}} i {\displaystyle v_{2}} – szybkości reakcji w temperaturach {\displaystyle t_{1}} i {\displaystyle t_{2},}
{\displaystyle \Delta t} – różnica tych temperatur, {\displaystyle t_{2}-t_{1}.}
Np. wzrost temperatury o 100 °C przyspiesza reakcję 210 ≈ 1000 razy dla {\displaystyle w_{t}=2} i 410 ≈ 1 000 000 razy dla {\displaystyle w_{t}=4}.